# Candy Candido
Pour les articles homonymes, voir Candy et Candido.
Candy Candido est un chanteur et acteur américain né le 25 décembre 1913 à La Nouvelle-Orléans, Louisiane (États-Unis), mort le 19 mai 1999 à Los Angeles (Californie).

## Filmographie
- 1934 : Vivre et aimer (Sadie McKee) de Clarence Brown : Cafe Entertainer on Bass
- 1935 : Roberta de William A. Seiter : Trick-voiced Wabash Indianian
- 1935 : Le Gondolier de Broadway (Broadway Gondolier) de Lloyd Bacon : Candy
- 1937 : Mama Steps Out de George B. Seitz : Bosco
- 1937 : Hollywood Hollywood (Something to Sing About) de Victor Schertzinger : Candy (bassist in the band)
- 1938 : Cowboy from Brooklyn de Lloyd Bacon : Spec (the bassist)
- 1939 : Seuls les anges ont des ailes (Only Angels Have Wings) de Howard Hawks : Bass player
- 1942 : Rhythm Parade (en) de Howard Bretherton et Dave Gould : Candy
- 1943 : Campus Rhythm d'Arthur Dreifuss : Harold
- 1947 : Sarge Goes to College de Will Jason (en) : Bass and Vocals, The Jam Session
- 1948 : Smart Politics de Will Jason (en) : Alvin
- 1950 : The Great Rupert d'Irving Pichel : Molineri the Florist
- 1950 : Deux nigauds légionnaires (Abbott and Costello in the Foreign Legion) de Charles Lamont : Skeleton (voix)
- 1950 : Jour de chance (Riding High) de Frank Capra : Musician
- 1953 : Peter Pan : Indian Chief (voix)
- 1958 : Bagarres au King Créole (King Creole) de Michael Curtiz : Doorman of the King Creole Nightclub
- 1959 : Les Pillards de la prairie (Plunderers of Painted Flats) d'Albert C. Gannaway : Bartender
- 1959 : La Belle au bois dormant (Sleeping Beauty) : Maleficent's goon (voix)
- 1960 : Nature's Better Built Homes (TV) (voix)
- 1970 : The Phantom Tollbooth (en) : Awful DYNN (voix)
- 1973 : Flipper City (Heavy Traffic) (voix)
- 1973 : Robin des Bois (Robin Hood) : Tournament Crocodile (voix)
- 1974 : Le Nouvel Amour de Coccinelle (Herbie Rides Again) de Robert Stevenson
- 1982 : Hey Good Lookin' de Ralph Bakshi : Sal (voix)
- 1986 : Basil, détective privé (The Great Mouse Detective) : Fidget (voix)
- 1987 : Mighty Mouse, the New Adventures (série TV) : Additional Voices
- 1990 : Le Magicien d'Oz (en) ("The Wizard of Oz") (série TV) : Apple Tree (voix)
- 1990 : Forgotten Prisoners: The Amnesty Files (TV)